# Albert Berg
Josef Albert Soult Berg, född 19 september 1832 i Stockholm och död 20 januari 1916 i Klara församling i Stockholm, var en svensk konstnär och pionjär för dövas utveckling.
Albert Berg föddes som son till operasångaren Isak Albert Berg och hans hustru Lina Hjortsberg. Berg föddes döv, och vistades 1841-42 som elev vid de l'Epéeska institutet för dövstumma i Paris, varefter han fortsatte sin utbildning på Manillaskolan. Sina konststudier fick han först under privat handledning, och sedan som elev vid Konstakademien till 1853, då han utgick som kadett på linjeskeppet Carl XIII, för att göra marinstudier under eskaderns expedition i Östersjön och Nordsjön. 
Hösten 1853 anträdde han en studieresa till Düsseldorf, där han fortsatte sina konstnärsstudier under Andreas Achenbach, varefter han begav sig till Holland och Belgien. I Frankrike erhöll han den stora Ary Scheffers ledning och beskydd, varefter resan fortsattes till Italien. Trots att han var döv, genomreste Berg under tio år ensam Mellaneuropa och gjorde marinstudier på kusterna av Östersjön, Nordsjön och Medelhavet, samt redde sig i många svåra situationer.
1865 återvände han till Sverige, och intresserade sig för dövutbildningen i Sverige. 1868 bildade han tillsammans med Ossian Edmund Borg och dövläraren Fritiof Carlbom Stockholms Dövas Förening. 
Berg utsågs 1860 till agré vid de Fria konsternas akademi. Han är representerad bland annat vid Nationalmuseum, på Kungliga slottet och vid Göteborgs konstmuseum samt vid Sjöhistoriska museet.
Albert Berg gifte sig 1867 med Anna Charlotta Nylén. Han är farfar till Sonja Berg Pleijel och farfars far till Agneta Pleijel och Sonja Pleijel.
Albert Berg är en av huvudpersonerna i Agneta Pleijels roman Syster och bror (2009).